# Cartman Joins NAMBLA
«Cartman joins NAMBLA» («Cartman se une a NAMBLA» en Hispanoamérica, «Cartman ensambla en NAMBLA» en España) es el capítulo 54 de South Park, Serie animada de Comedy Central, estrenado originalmente el 20 de junio de 2000.

## Argumento
Los chicos se encuentran en casa de Kenny jugando "Reportajes investigativos con Bill Curtis" (una serie de A&E). Kyle hace perder su turno a Cartman con una carta de cárcel y éste responde con una carta de SIDA, haciendo que Kyle pierda 47 turnos y 800 puntos. En ese momento Stuart y Carol le dan la noticia a Kenny que planean un nuevo hijo, lo cual llena de indignación a Cartman, argumentando que los pobres contribuyen a la sobre-población y que las ayudas se pagaban con los impuestos que él paga. Stan responde que por ser niño no paga impuestos, y Cartman aún indignado argumenta ser más maduro que ellos y que buscaría amigos adultos.
Más tarde estando Eric en su casa y siendo "asesorado" por su sapo de peluche Clyde, busca amigos adultos en salas de chat en Internet y acude a ver a un "amigo" llamado Tony en un restaurante. Éste le da dulces y libros de Kama Sutra pero el FBI detiene a Tony lo cual llena de sorpresa y curiosidad a Cartman (sin saber que el hombre era un pervertido). Por otra parte, Kenny tiene pesadillas de cómo sería su vida si llegara el nuevo bebé y queriendo impedir que el nuevo bebe llegase, le pide a su padre jugar béisbol y Kenny arroja la pelota a sus testículos haciendo retorcer a su padre y vomitar por el dolor.
Al rato Cartman busca más amigos adultos y se cita con uno en los muelles del pueblo y para su sorpresa es el Sr. Garrison. Éste se lleva una sorpresa desagradable y Cartman pide salir juntos pero al igual que el anterior llega el FBI y detiene a Garrison. Cartman sospechando que Kyle y/o Stan estuviesen detrás de las capturas de sus "amigos adultos", se dirige a reclamarles. Stan y Kyle por su parte llegan a una clínica de diálisis y les hacen muecas a los enfermos. Cuando Cartman llega a reclamarles la captura de los dos adultos, ellos niegan tener participación en ello.
En la estación de policía del pueblo, Garrison exige al oficial Barbrady su libertad, pero por orden del FBI se le niega; en ese momento llega una organización llamada NAMBLA (North American Man/Boy Love Association) (en español Niños Amados por Maricas Bellas y Libres de America) y reclama la libertad de Tony y Garrison, argumentando que las relaciones entre niños y adultos data del Imperio Romano.
Cartman busca al Dr. Mephisto para que le fabrique amigos genéticos adultos pero el científico le pide unirse a una organización llamada NAMBLA. Cartman llega a la organización que tenía una reunión en el hotel de South Park, los hombres se sorprenden y lo reciben. Más tarde Cartman se burla de Kenny, Kyle y Stan (quienes aún hacían muecas a los enfermos en la clínica de diálisis) porque al fin "había conseguido amigos maduros".
Cuando Carol y Stuart le dan la noticia a Kenny de la espera del bebé, Kenny siente frustración y llega a una farmacia vestido de adolescente para comprar pastillas para abortar, y compra unas que abortaban al bebé pero que a la vez impedían otro embarazo. Más tarde Kenny mezcla las pastillas con cocoa y vodka (el trago favorito de Carol) y se lo ofrece, pero Carol estando embarazada le rechaza a Kenny el trago y en vez de eso Stuart lo bebe, lo cual hace que defeque y vomite varias veces en el baño.
Por otra parte NAMBLA le hace una sesión de fotos a Cartman para su nueva imagen promocional y le piden igualmente que invite a sus amigos a una reunión en el hotel. Cartman desea invitar a todos los niños con excepción de Stan y Kyle. Mientras, a Kenny se le ordena limpiar su habitación para compartirla con el bebé y Kenny observa en TV una nueva atracción llamada "experiencia John Denver" en el parque North Park, la cual como condición pedía que mujeres embarazadas y enfermos cardiacos no podían subir al aparato, y al instante Kenny pide ir con sus padres. Al rato en el parque North Park, Stuart pide a Carol no subir a la atracción por su condición de embarazo pero ella quiere subir de todos modos y le pide demostrar a Kenny su amor para no despertar celos por la llegada del bebé. Los tres suben a la atracción la cual da vueltas y golpes. Stuart sale con la nariz rota, y aún con el efecto de las pastillas de aborto se dirige a un bote grande de basura donde defeca, vomita y bota sangre de la nariz.
Cartman invita a los niños a la fiesta de NAMBLA excepto a Stan y Kyle, y ellos por querer "madurar" deciden ir también a la reunión. Kenny por su parte tiene una pesadilla del parto del bebé esperado por sus padres pero da a luz un monstruo asesino que mata a los médicos y al propio Kenny, quien despierta y harto de todo saca un destapador de excusados con la intención de sacarle el feto a su madre pero esta huye y Kenny la persigue siendo también perseguido por su padre. En el hotel, NAMBLA pide oír testimonios de los hombres sobre los niños y los más alagados son Timmy y Butters y para sorpresa de Cartman llegan Kyle y Stan acompañados de dos adultos. El FBI entonces llega a una reunión de NAMBLA, pero ésta resulta ser otra NAMBLA diferente, a la cual verdaderamente pertenecía Mephisto: National Association of Marlon Brando Look-Alikes (en español Nostalgica Asociacion Marlon Brando Lucé Asi). El FBI decide acompañar a esta NAMBLA para impedir que los pervertidos les hiciesen daño a los niños, a la vez de ganar la disputa legal por el nombre de NAMBLA. En el hotel el líder de la NAMBLA pervertida da a cada miembro las llaves de las habitaciones para "conocer mejor a sus parejas"; todos se dirigen a las habitaciones pero cuando los hombres se desnudan los niños adivinan sus intenciones y huyen y se esconden en otra habitación. Después llega al hotel la policía y la otra NAMBLA en busca de los pedófilos, desencadenando una cómica persecución incluyendo a Kenny persiguiendo a su madre y Stuart persiguiéndolos también. Cartman decide enviar a Butters como sacrificio ya que los pedófilos no descansarían hasta tener sexo con uno de ellos. Butters sale pero Stuart entra a un cuarto donde estaban los pedófilos y termina siendo abusado por ellos, que creían que era un niño.
Al final Stuart es llevado en ambulancia al hospital, traumado en todo aspecto, y los miembros de NAMBLA son arrestados, éstos se defienden argumentando que el abuso infantil está relacionado con la libertad, pero Stan y Kyle les reprochan debido a la gravedad de su crimen. Cuando la ambulancia arranca atropella a Kenny y Cartman es obligado a disculparse con los otros por haberlos traído a NAMBLA. 9 meses después Carol y Stuart dan a luz a un nuevo bebé parecido a Kenny y en honor al verdadero Kenny es llamado igualmente así. Stuart y Carol terminan diciendo:
-"esto ya ha pasado 50 veces"
-"52"

## Muerte de Kenny
Arrollado por una ambulancia cuando se llevaba a su padre pero vuelve a nacer, lo que genera una de las tantas hipótesis de como siguen viviendo en el transcurso de la serie.